# Episodi di Primeval (quarta stagione)
La quarta stagione di Primeval è stata trasmessa sul canale britannico ITV1 dal 1º gennaio al 5 febbraio 2011.
In Italia la stagione va in onda su Rai 2 dal 18 giugno 2011.
| nº | Titolo originale | Titolo italiano | Prima TV UK     | Prima TV Italia |
| -- | ---------------- | --------------- | --------------- | --------------- |
| 1  | Episode 1        | Episodio 1      | 1º gennaio 2011 | 18 giugno 2011  |
| 2  | Episode 2        | Episodio 2      | 2 gennaio 2011  | 25 giugno 2011  |
| 3  | Episode 3        | Episodio 3      | 8 gennaio 2011  | 9 luglio 2011   |
| 4  | Episode 4        | Episodio 4      | 15 gennaio 2011 | 16 luglio 2011  |
| 5  | Episode 5        | Episodio 5      | 22 gennaio 2011 | 23 luglio 2011  |
| 6  | Episode 6        | Episodio 6      | 29 gennaio 2011 | 30 luglio 2011  |
| 7  | Episode 7        | Episodio 7      | 5 febbraio 2011 | 6 agosto 2011   |

## Episodio 1
- Titolo originale: Episode 1
- Diretto da: Mark Everest
- Scritto da: Paul Mousley

### Trama
Connor ed Abby, bloccati da un anno nel Cretaceo, trovano il marchingegno di Helen e riescono a tornare al loro tempo. Connor cerca di chiudere l'anomalia da loro aperta, ma per errore l'apre ancora di più, facendo arrivare uno Spinosauro nella nostra era. L'ARC riesce a spingerlo in un'arena, dove Connor lo rispedisce nel suo tempo perdendo, però, il marchingegno di Helen.
- Spinosaurus
- Velociraptor(identificato come raptor)
- Trota

Ascolti UK: telespettatori 4.450.000 – share 16.8%

## Episodio 2
- Titolo originale: Episode 2
- Diretto da: Mark Everest
- Scritto da: Steve Bailie

### Trama
Connor e il suo vecchio amico Duncan, che vive ora come un senzatetto, seguono un Kaprosuchus (coccodrillo-cinghiale) fino al porto. Con l'aiuto della squadra dell'ARC lo "abbattono" con le loro nuove armi EMD. Connor e Abby infine riprendono i loro posti nella squadra.
- Kaprosuchus

Ascolti UK: telespettatori 3.290.000 – share 12.7%

## Episodio 3
- Titolo originale: Episode 3
- Diretto da: Cilla Ware
- Scritto da: Debbie Oates

### Trama
Tre esseri umani del diciannovesimo secolo, Emily Merchant, Ethan Dobrowski e Charlotte Cameron, arrivano da un'anomalia apertasi in un teatro seguiti da due Raptor arboricoli che uccidono Charlotte. Matt arriva per primo e segue Emily, prima nell'anomalia e poi per fermare il teropode. Intanto Connor, trattenuto all'ARC da Philip, scansiona l'ARC e Rex fa scattare la chiusura d'emergenza mettendo nei guai Philip che sta per rivelare qualcosa su "Nuova Alba"; Connor, poi, riuscirà a liberarlo. Dopo che la squadra si è occupata degli Arboricoli, Emily chiede a Matt di aiutarla a fermare Ethan perché è un assassino.
- Raptor (Versione fittizia e arboricola)

Ascolti UK: telespettatori 3.740.000 – share 16.1%

## Episodio 4
- Titolo originale: Episode 4
- Diretto da: Cilla Ware
- Scritto da: Paul Gerstenberger

### Trama
In una scuola vuota, un insegnante (George) e una dei tre ragazzi in punizione (Beth) sono uccisi da strane creature. Connor, Becker e Matt arrivano sul posto e scoprono un enorme branco di Terocefali. Con l'aiuto dei due ragazzi in punizione, Darren e Steve, la squadra riesce a neutralizzare i Terocefali e a chiudere l'anomalia. Abby, con l'aiuto di James Lester, riesce a convincere Philip a non abbattere le creature, almeno per il momento. Nel frattempo, a casa di Matt, Emily è rapita da Ethan che la riporta nel teatro.
- Euchambersia (identificato come Terocefalo)

Ascolti UK: telespettatori 3.850.000 – share 16.7%

## Episodio 5
- Titolo originale: Episode 5
- Diretto da: Robert Quinn
- Scritto da: Adrian Hodges e John Fay

### Trama
A Witchfield Cove, un ostile villaggio litorale, Connor, Abby e Matt scoprono che Ray Lennon cela un Labirintodonte che attacca il bestiame e ha ucciso un turista. Matt viene chiamato da Lester per seguire Emily rapita da Ethan, che vuole vendicarsi dell'ARC. Mentre Connor ed Abby riescono a riportare all'anomalia instabile i due Labirintodonti, non prima che questi uccidano Ray e sua madre Moira (colpevoli di aver usato gli escrementi dell'animale per far carburante economico), Matt trova Emily nella tomba di Charlotte Cameron. Connor accetta di lavorare in segreto per la Prospero di Philip nel tempo libero e Gideon avverte Matt che Ethan è un pericolo come Helen Cutter.
- Koolasuchus (Identificato come Labirintodonte)

Ascolti UK: telespettatori 3.930.000 – share 16.6%

## Episodio 6
- Titolo originale: Episode 6
- Diretto da: Robert Quinn
- Scritto da: Matthew Parkhill

### Trama
Nella cantina di una casa signorile, in cui Jenny Lewis ha deciso di sposarsi, si apre un'anomalia da cui escono alcuni Ienodonti che creano il panico, soprattutto tra gli invitati: la squadra riesce a rispedirli nell'anomalia non senza problemi. Intanto Becker rimane vittima di una bomba di Ethan, ma, con l'aiuto di Jess, riesce a cavarsela. Lester, infine, celebra il matrimonio dal video dell'ARC al posto dello sconvolto cerimoniere, mentre Gideon, che si svela essere padre di Matt, muore della sua malattia.
- Hyaenodon

Ascolti UK: telespettatori 3.390.000 – share 14.8%

## Episodio 7
- Titolo originale: Episode 7
- Diretto da: Mark Everest
- Scritto da: Paul Mousley

### Trama
La squadra accorre in una prigione abbandonata, dove un visitatore è scomparso in un'anomalia. Da questa, e da uno dei suoi "satelliti" sparsi, escono un paio di Forusracidi, poi rispediti indietro, e Danny Quinn, che ritorna dopo un anno. Anche Ethan è sul posto e viene braccato dalla squadra fino a quando si trova di fronte a Danny che lo riconosce come il fratello perduto Patrick. L'anomalia si sdoppia, cancellando i "satelliti", ed Ethan, fuggito dall'ARC, entra in quella che porta nel Pliocene seguito da Danny, che avverte Matt di non fidarsi di Philip probabilmente alleato di Helen Cutter. Matt confida a Emily di venire da un futuro nero, poi lei entra nell'altra anomalia, tornando nel suo 1867. Connor avverte Philip che le anomalie stanno pericolosamente aumentando.
- Fororaco

Ascolti UK: telespettatori 3.600.000 – share 15.4%